# LP-stiftelsen
LP-stiftelsen, egentligen Lewi Pethrus stiftelse för filantropisk verksamhet, var en verksamhet som drevs som en fristående verksamhet vid sidan av Pingströrelsen men i dess anda och syftade till att rehabilitera personer som fastnat i drogmissbruk.
Verksamheten startades på initiativ av Lewi Pethrus. I samband med hans 70-årsdag 1954 gjordes en insamling som kom att utgöra den ekonomiska grundplåten för verksamheten. Pethrus anställde den förre missbrukaren Erik Edin som stiftelsens föreståndare och ledare vid starten 1959. Under Erik Edins ledarskap utvecklade LP-stiftelsen sin verksamhet. Behandlingsresultaten inom stiftelsen bidrog till stiftelsens goda renommé. Enligt en stor undersökning som gjordes av sociologen professor Berndt Gustafsson var LP-stiftelsen den organisation som bedrev den framgångsrikaste missbruksvården i landet. 
Under sin storhetstid drev LP-stiftelsen en omfattande verksamhet som omfattade såväl så kallade värmestugor, behandlingshem på olika ställen i landet och en möbelindustri. Nalen var under många år huvudsätet för stiftelsen. Venngarns slott var ett behandlingshem bland annat för missbrukande kvinnor. I Järbo drevs såväl behandlingshem som möbeltillverkning under ledning av industrimannen från Alfa Laval, Sten Arnell, som också han varit missbrukare.
Erik Edin var föreståndare för LP-stiftelsen i 35 år och efterträddes 1995 av Olle Widlert.
LP-stiftelsen gick i konkurs 1997. Därefter gjordes en rekonstruktion och LP-verksamheten började sitt arbete. Av konkursen bildades också Erik Edin-stiftelsen.